# مارتن بيترس
مارتن بيترس (بالإنجليزية: Martin Peters)‏، من مواليد 8 نوفمبر 1943، لاعب كرة قدم إنجليزي سابق، ومدرب كرة قدم إنجليزي سابق.
لعب مع منتخب إنجلترا لكرة القدم.

## مسيرته الكروية

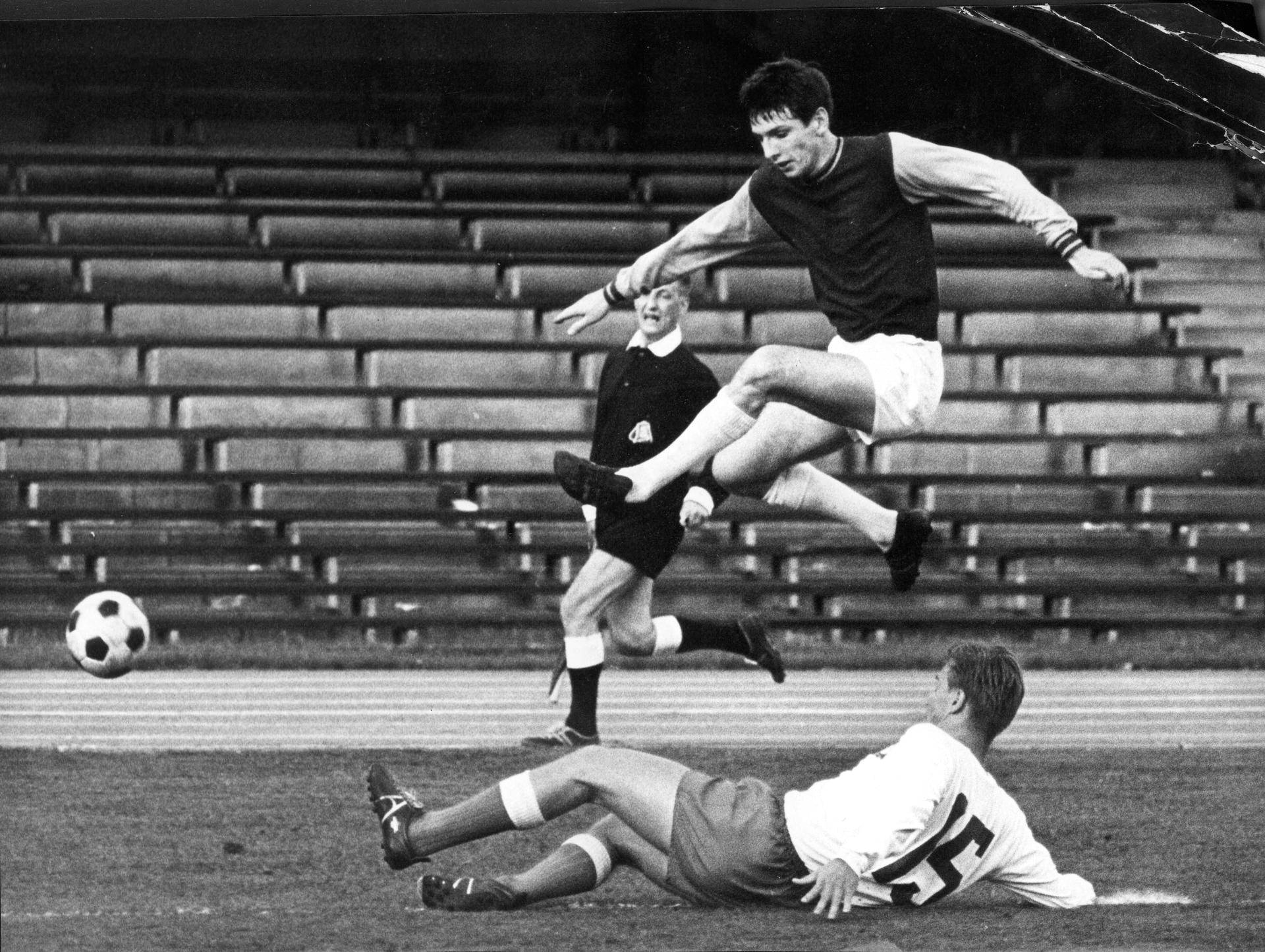
صورة للاعب كرة القدم البريطاني مارتن بيترز وهو يقفز فوق الفنلندي ماركو بيلتونيمي في مباراة في استاد هلسنكي الأولمبي.

لعب مارتن بيترس خلال مسيرته الاحترافية مع 4 أندية في اثنين وعشرين موسمًا وسجل خلالها 175 هدف ضمن 722 مباراة. حيث فاز في ثلاثة مواسم بالكأس ولم يفز بأي دوري.
خاض مارتن بيترس مسيرته مع نادي وست هام يونايتد في موسم 1961–62 ليلعب معه تسعة مواسم، مشاركًا في 302 مباراة سجل خلالها 81 هدفًا. ثم انتقل إلى نادي توتنهام هوتسبير في موسم 1969–70 ليلعب معه ستة مواسم، حيث شارك في 189 مباراة سجل خلالها 46 هدفًا. لينتقل بعدها إلى نادي نورويتش سيتي في موسم 1974–75 ليلعب معه ستة مواسم، مشاركًا في 207 مباراة سجل خلالها 44 هدفًا. ثم انتقل إلى نادي شيفيلد يونايتد في موسم 1980–81 لمدة موسم واحد، مشاركًا في 24 مباراة سجل خلالها 4 أهداف.

## روابط خارجية
- مارتن بيترس على موقع ميوزك برينز (الإنجليزية)
- مارتن بيترس على موقع الاتحاد الدولي (مؤرشف)  (الإنجليزية)
- مارتن بيترس على موقع الاتحاد الأوربي (الإنجليزية)
- مارتن بيترس على موقع قاعدة بيانات كرة القدم.إي يو (الإنجليزية)
- مارتن بيترس على موقع ناشيونال فوتبول تيمز (الإنجليزية)
- مارتن بيترس على موقع عالم كرة القدم.نت (الإنجليزية)